# Gorodetscultuur
De Gorodetscultuur (Russisch: Городецкая культура, Gorodetskaja koeltoera) is een archeologische cultuur van de ijzertijd (7e eeuw v.Chr. - 2e eeuw n.Chr.) in de oblasten Nizjni Novgorod, Penza, Rjazan, Samara, Saratov, Tambov en Lipetsk, en de deelrepublieken Mari El, Mordovië en Tsjoevasjië. Door sommigen is een identificatie met de Thyssagetae van Herodotus voorgesteld.
De cultuur is vernoemd naar de in 1898 uitgegraven versterkte nederzetting ofwel Gorodets nabij Spassk Rjazan aan de Oka.

## Geschiedenis
De Gorodetscultuur ontwikkelde zich op basis van de textielkeramiekcultuur en de Bondarichacultuur van de bossteppe. Ten noorden ervan (voorbij de rivier de Oka) waren er monumenten van de verwante Djakovocultuur, waarvan de oorsprong ook wordt geassocieerd met de textielkeramiekcultuur, echter zonder invloed van de Bondarichacultuur. 
Er is reden om aan te nemen dat de oudste monumenten van de Gorodetscultuur zich in het stroomgebied van de Don bevonden, waar meer dan honderd onversterkte Gorodets-nederzettingen en slechts 14 versterkte bekend zijn. De versterkte nederzettingen verschijnen iets later en worden door sommige onderzoekers verbonden met een periode van "militarisering", die op het grondgebied van de boszone in de vroege ijzertijd begon. De bouw van versterkte nederzettingen wordt verklaard door het feit dat het nodig was om kuddes vee te beschermen tegen naburige volkeren. Naast het vee was er geen andere rijkdom. Er zijn praktisch geen waardevolle artefacten gevonden in de nederzettingen. Op de vroege Gorodets-sites zijn maar heel weinig vondsten van metalen producten, en botgereedschap heeft de overhand. 
In de 6e-5e eeuw v.Chr. werden de Gorodetsstammen door de Scythen uit het grootste deel van de Don-regio verdreven. Sommigen van hen verhuisden naar de Oka, de andere naar de Wolga-regio van de oblast Saratov, vanwaar ze vervolgens door de Sarmaten werden verdreven. 
De late fase van de Gorodetscultuur wordt vaak geassocieerd met de vorming van de voege Mordwienen. Er is echter op oude Mordwiense begraafplaatsen geen Gorodets-aardewerk met textieldecoratie gevonden, en er is onder de Gorodets-sites geen enkele begraafplaats bekend. De Gorodets-stammen bezaten duidelijk andere vormen van lijkbezorging, en het begrafenisritueel was blijkbaar geleend van een ander volk, wiens vertegenwoordigers aan het begin van onze jaartelling op het grondgebied van de Gorodets-stammen verschenen. Sommigen geloven dat dit Kama-stammen van de Pjanoborcultuur waren, anderen kennen deze rol toe aan de Sarmaten, weer anderen geloven dat er een migratie was van de stammen van de Sargatcultuur.

## Cultuur
De cultuur wordt vertegenwoordigd door kleine versterkte nederzettingen, minder vaak door onversterkte dorpen en cultplaatsen.  Begraafplaatsen zijn niet bekend. De woningen zijn vaak geheel of gedeeltelijk in de grond verdiept. Het aardewerk heeft textielindrukken op een ruw oppervlak, later gepolijst. Ze kenden de ijzermetallurgie, maar hadden nog steeds heel weinig metalen gereedschappen. In het dagelijks leven werden vooral benen gereedschappen gebruikt, zoals pijlpunten en harpoenen.
De bevolking hield zich bezig met jagen, vissen, bijenteelt, veeteelt en haklandbouw. Ze onderhield banden met de Scythen, de stammen van de Djakovocultuur en met de Kama-regio.